# Międzynarodowa Unia Producentów i Dystrybutorów Energii Elektrycznej
Międzynarodowa Unia Producentów i Dystrybutorów Energii Elektrycznej (ang. International Union Producers Distributors of Electrical Energy) UNIPEDE - organizacja utworzona w 1925 roku jako organizacja skupiająca przedsiębiorstwa elektroenergetyczne wytwarzające, przesyłające lub dystrybuujące energię elektryczną. Pełnymi członkami są przedsiębiorstwa lub grupy przedsiębiorstw z krajów europejskich należących do OECD, natomiast członkami stowarzyszonymi są przedsiębiorstwa z krajów europejskich spoza OECD. 